# Pivní láhev

Skleněné pivní lahve s pivem a etiketami nizozemských, belgických, dánských, irských a německých pivovarů, foto z roku 2005

Pivní láhev je láhev určená na dlouhodobé[ujasnit] skladování piva. 

## Provedení
Pivní láhev je obvykle vyráběná z barevného skla nebo plastu (zpravidla na bázi polyethylentereftalátu, PET), některé pivovary užívají i hliníkové pivní láhve. Některé typy láhví byly navrženy speciálně pro použití na pivo, jiné se používají i na jiné nápoje či tekutiny. Existují i speciální typy láhví používané pouze jedním výrobcem, nebo dokonce jen pro konkrétní značku piva. Skleněné pivní láhve jsou, stejně jako skleněné láhve pro jiné nápoje, obvykle uzavírány kovovým korunkovým uzávěrem s plastovým či korkovým těsněním, plastové láhve mívají podle typu jak korunkové, tak i šroubovací plastové uzávěry, historické skleněné láhve měly kovovo-porcelánové třmenové uzávěry, k nimž se někteří výrobci nyní u lepších piv vracejí. Velmi oblíbené jsou i u minipivovarů.

## Historie
Předchůdce pivních láhví lze doložit už z období kolem roku 1400 před naším letopočtem.
Za první moderní skleněnou pivní láhev je považována ta, která začala být vyráběna roku 1821 v Bristolu v Anglii. Později měly pivní láhve pákové (třmenové) uzávěry s porcelánovou zátkou a gumovým těsněním.
Před rokem 2000 se začaly na pivo používat ve větší míře i plastové láhve. Dva významné pivovary v Japonsku (Sapporo a Kirin) v roce 2000 uvedly na trh hliníkové pivní láhve, v následujících letech pronikly hliníkové láhve pro nealkoholické nápoje a pivo i do USA a v roce 2004 je začal využívat americký pivovar Anheuser-Busch i nizozemský Heineken.

## Pivní lahve v Československu a v České republice
V České republice v roce 2008 bylo podle evidence Českého svazu pivovarů a sladoven stočeno do sudů 48,0 % vyrobeného piva, do skleněných láhví 46,6 %, do plechovek 2,8 %, do cisteren 2,6 % a do PET láhví zaokrouhleně 0,0 %. V roce 2009 to bylo do sudů 47,2 % vyrobeného piva, do skleněných láhví 45,9 %, do plechovek 2,9 %, do cisteren 2,7 % a do PET láhví 1,2 %. V roce 2010 poprvé v historii objem piva stočeného do skleněných láhví přesáhl objem stáčený do sudů: do skleněných láhví bylo stočeno 46,0 %, do sudů 45,1 %, do plechovek 3,1 %, do cisteren 2,8 % a do PET láhví 2,8 %.

### Skleněné láhve
Do roku 1972 se používala v Československu pivní láhev dle ČSN. V roce 1972 zde byla zavedena láhev o objemu 0,5 litru označovaná jako EURO, jejíž tvar pocházel z Francie, ale používala se v mnoha zemích Evropy. V Československu měla hnědou a později i zelenou variantu a používala se výhradně na pivo, v některých evropských zemích se ale používala i na nealkoholické nápoje a měla i variantu z čirého skla.
Majitelé velkých německých pivovarů koncem 80. let 20. století usoudili, že pro dražší druhy piv je tato láhev málo reprezentativní, a proto zavedli láhev označovanou NRW (Nord Rhein Westfal), která se štíhlým a vyšším tvarem vrátila k dřívější tradici. Láhev NRW je na patě označena ochrannou známkou varné pánve a je pro ni předepsaný určitý odstín hnědé barvy. Licenci na její výrobu získaly i české sklárny v Dubí a v Kyjově, výrobu dvakrát ročně kontroluje inspekce z berlínského Výzkumného pivovarského ústavu. Pivovary, které ji chtějí užívat, se musí za jednorázové vstupné stát členy spolku (láhvový pool) a zavázat se, že budou vyřazovat z oběhu dožité (nevzhledné) lahve. Do typu EURO se v roce 1997 v České republice stáčela už jen slabší výčepní piva, zatímco pro ležáky a speciální piva se používaly převážně láhve NRW.
Plzeňský Prazdroj se vrátil ke staršímu typu ALE, který se za socialistického režimu používal pro piva určená pro Tuzex. Podle článku z roku 1997 si na pivní trh brousila zuby evropská plastiková lobby, která již ovládla trh s limonádami, ale v případě laciných vín ji předběhly kompozitní papírové obaly.
V České republice je výše zálohy za půllitrové pivní láhve stanovena nařízením vlády a navrhována odborem ekologie ministerstvem průmyslu a obchodu, a to od srpna 2010 jednotně na 3 koruny. V červnu 2010 se podle vyjádření ministerstva na trhu vyskytovalo zhruba sedm hlavních typů pivních láhví o objemu půl litru (dva typy vyobrazené ve vládním nařízení 111/2002 Sb., NRW a ALE, a dalších pět druhů, které postupně přibyly od roku 2005), přičemž zhruba 80 % trhu s pivem používalo jiné láhve než ty, které jako pivní láhve popisovalo dosavadní nařízení. To bylo novelou rozšířeno na všechny typy pivních láhví s ústím podle ČSN EN 14634 pro korunkové uzávěry, z nařízení pocházejícího z roku 2002 bylo vypuštěno dosavadní konkrétní vyobrazení dvou typů pivních láhví. Podle výkonného ředitele Českého svazu pivovarů a sladoven Jana Veselého se pivovary sice snažily už předtím dosáhnout jednotné zálohy, avšak za takovou kartelovou dohodu by mohly být trestány. Výrobci nápojů mají povinnost vykupovat v neomezeném množství láhve těch typů, které používají, bez ohledu na to, zda byly naposledy použity pro jejich nápoj (viz § 9 a § 10 zákona o obalech č. 477/2001 Sb.).
Stávající nové typy pivních láhví se naplní průměrně desetkrát, poté se buď samy rozbijí, nebo jsou z důvodu poškození hrdla a opotřebovanosti vyřazeny, přičemž dále poslouží k výrobě nových láhví. V současné době je v České republice kolem 16 druhů vratných 0,5l láhví různých výrobců.

### Plastové láhve
Ojediněle se pivo v ČR dodávalo v plastových láhvích již asi od roku 2000 (Sládkův Měšťan 1,5 litru od Staropramene, zhruba od stejného období též přerovský Zubr a pivo z Pivovaru Nová Paka). Staropramen v letech 2004–2006 neúspěšně zkoušel uspět na trhu s tvrzenými plastovými láhvemi o objemu 0,6 litru. Mnohé české pivovary zaznamenávají větší odbyt u větších plastových láhví. V roce 2009 se v České republice prodalo v plastových láhvích zhruba 280 tisíc hektolitrů piva, tedy 1,5 % české produkce, zatímco v roce 2008 to byly jen tisíce hektolitrů. Podle průzkumu AC Nielsen mezi květnem a říjnem 2009 vzrostl prodej piva v PET láhvích v ČR pětinásobně, na čemž se podílely zejména maxiláhve značek Starobrno a Zlatopramen společnosti Heineken, která začala velké plastové láhve používat v dubnu 2009. Plzeňský Prazdroj se snaží držet tradičních skleněných láhví, plastové využívá jen pro laciné druhy piv, jako jsou Klasik a Primus. Prazdroj dováží PET láhve z Maďarska, Heineken ze Slovenska. Budějovický Budvar použití plastových láhví odmítá.
Výrazného rozšíření se dočkaly plastové láhve v roce 2020 díky malým pivovarům. V době pandemie covidu-19, kdy na základě vládních nařízení byly uzavřeny restaurace, byla PET láhev nejjednodušším způsobem, jak distribuovat pivo ke konzumentům – stáčení piva do plastových láhví vyžaduje nižší náklady než stáčení do skla.
Pro plastové pivní láhve se užívá speciální plast, který má zamezovat pronikání kyslíku a oxidu uhličitého.

## Výrobní náklady
Výrobní cena kvalitní silnostěnné pivní láhve byla v roce 2009 udávána přibližně 15 Kč.

## Kultura pití
U některých národů není rozšířena dovednost pít nápoje z láhve, případně je to považováno za barbarství. V českých zemích je pití piva přímo z láhve rozšířené, ale v restauracích a při formálních příležitostech je nevhodné, pivo se pije ze sklenic. Též se udává, že ve sklenici pivo lépe rozvine svou vůni a chuť.